# Love Songs for the Hearing Impaired
| Críticas profissionais | Críticas profissionais |
| Avaliações da crítica  | Avaliações da crítica  |
| Fonte                  | Avaliação              |
| ---------------------- | ---------------------- |
| Allmusic               | [ 1 ]                  |
| Chicago Tribune        | [ 2 ]                  |

Love Songs for the Hearing Impaired é o álbum de estreia da carreira solo de Dan Baird, 3 anos depois que ele saiu do The Georgia Satellites.

## Faixas
| N.º            | Título                     | Compositor(es)             | Duração |  |
| 1.             | "The One I Am"             | Terry Anderson / Dan Baird | 3:57    |  |
| 2.             | "Julie + Lucky"            | Dan Baird                  | 4:57    |  |
| 3.             | "I Love You Period"        | Terry Anderson             | 4:24    |  |
| 4.             | "Look at What You Started" | Terry Anderson / Dan Baird | 5:10    |  |
| 5.             | "Seriously Gone"           | Dan Baird                  | 2:52    |  |
| 6.             | "Pick up the Knife"        | Dan Baird                  | 4:29    |  |
| 7.             | "Knocked Up"               | Terry Anderson / Dan Baird | 3:08    |  |
| 8.             | "Baby Talk"                | Dan Baird                  | 3:54    |  |
| 9.             | "Lost Highway"             | Dan Baird                  | 3:49    |  |
| 10.            | "Dixie Beauxderaunt"       | Terry Anderson / Dan Baird | 4:42    |  |
| Duração total: | Duração total:             | Duração total:             | 41:22   |  |

## Desempenho nas Paradas Musicais
| Ano  | Álbum/Single                        | Ranking                       | Posição | Ref   |
| ---- | ----------------------------------- | ----------------------------- | ------- | ----- |
| 1992 | Love Songs for the Hearing Impaired | Billboard Heatseekers         | #14     | [ 1 ] |
| 1992 | I Love You Period                   | Billboard Hot 100             | #26     | [ 1 ] |
| 1992 | I Love You Period                   | Billboard's Mainstream Rock   | #5      | [ 1 ] |
| 1992 | I Love You Period                   | Billboard's Top 40 Mainstream | #18     | [ 1 ] |
| 1993 | The One I Am                        | Billboard's Mainstream Rock   | #13     | [ 1 ] |